# Спасокукоцький Юрій Олександрович
Спасокукоцький Юрій Олександрович — український лікар, вчений-фізіолог. Завідувач відділу Інституту фізіології АН УРСР, перший завідувач кафедри патофізіології Івано-Франківського медичного інституту.

## Біографія
Народився у Санкт-Петербурзі. Навчався на медичному факультеті Московського університету. Після закінчення університету служив лікарем  прикордонних військах СРСР на території Дагестану.
У 1935 році Спасокукоцький поступив до аспірантури Інституту експериментальної біології і патології Народного комісаріату охорони здоров'я  УРСР. Після закінчення аспірантури працював у цьому інституті старшим науковим співробітником до 1953 року, коли був утворений Інститут фізіології АН УРСР. 
Під час німецько-радянської війни евакуюватися разом з інститутом до Уфи. Працював паралельно  інспектором евакогоспіталю з питань використання антиретикулярної цитотоксичної сироватки (створеної в інституті), переливання крові, променистої енергії.
У новому інституті був завідувачем лабораторії тестів. Пізніше очолював відділ вікової патології, відділ з вивчення дії біологічно активних речовин, відділ експериментальної терапії.
Крім того в 1945–1948 роках за завданням МОЗ УРСР брав участь у створенні Медичного інституту в Станіславові, де організував та керував кафедрою патофізіології[джерело?]. У 1950 році паралельно з роботою в інституті очолив лабораторію патофізіології у Київському інституті переливання крові. 
У 1960-х роках був членом редакційної ради «Фізіологічного журналу».

## Наукова діяльність
Вивчав нормальну та патологічну фізіологію сполучної тканини. Дослідив вплив цитотоксичних сироватки на організм.
Створив  нові  лікувально-профілактичні  сироваткові  препарати
«Прооварин» і«Протестикулін», та кровозамінник«Геосен». 
Член правління Українського республіканського товариства патофізіології, член правління Всесоюзного
товариства геронтологів.

## Наукові публікації
- Долголетие и физиологическая старость (1963),
- Борьба с преждевременным старением» (1968)
- Действие специфических цитотоксических сывороток на половые железы (1977).

## Нагороди
- Премія НАН України імені О. О. Богомольця (1969) за монографію «Долголетие и физиологическая старость»